# Nilphamari (zila)
Nilphamari is een district in het noorden van Bangladesh, ten (noord)westen van Rangpur. De hoofdstad van dit district is Nilphamari.